# Theracords
Theracords is een Nederlands platenlabel. Het label werd in 2008 opgericht door Pieter Heijnen (DJ Thera) en zijn zakenpartner Ingrid Janssen. Het label is gespecialiseerd in elektronische harde dansmuziek en brengt muziek uit in verschillende genres, waaronder hardstyle, hard techno en hardtrance. 